# Вулиця Спортивна (Тернопіль)
Вулиця Спортивна — вулиця в мікрорайоні «Промисловий» міста Тернополя.

## Відомості
Розпочинається від проспекту Злуки, пролягає на північний схід в напрямку мікрорайону «Північний», де продовжується вулицею Олександра Смакули. На початку вулиці розташований багатоквартирний будинок, інші частини вулиці розбудовуються.

## Комерція
- СТО «Автоелектроніка» (Спортивна, 1)
- Піцерія «Sorrento» (Спортивна, 2)

## Транспорт
Рух вулицею — двосторонній, дорожнє покриття — асфальт. Громадський транспорт по вулиці не курсує, найближчі зупинки знаходяться на вулиці Генерала Мирона Тарнавського та проспекті Злуки.